# Georgia (書体)
Georgia（ジョージア）は、1993年にマシュー・カーターによってデザインされ、トーマス・リックナーによりヒンティングが施された、マイクロソフト向けに提供されたセリフ書体である。小さなサイズで印刷された場合や、低解像度の画面上でもエレガントかつ可読性を保つセリフ体として設計された。この書体は、19世紀のスコッチ・ローマン体のデザインに触発されたものであり、カーターがマイクロソフトから依頼を受けた当時に開発していた印刷用書体のデザインを基にしている。なお、その基となった書体は1997年にMillerの名で発売されている。書体名「Georgia」は、「ジョージア州で宇宙人の頭部発見」というタブロイド紙の見出しに由来している。

## デザイン
Georgiaはトランジショナル・セリフ体（transitional＝過渡的）として設計されており、19世紀初頭の「合理的」なセリフ書体に見られる伝統的な特徴、すなわち太さの異なる縦画と横画、ボール・ターミナル（球状の装飾）、垂直軸などが取り入れられている。デザイナーのマシュー・カーターは、2013年にGeorgiaおよびMillerの開発について語った際、「スコッチ・ローマン体には馴染みがあったし、かつてあれほど人気だったのに……完全に姿を消したことが不思議だった」と述べている。この書体における数字（フィギュア）は、本文中の連続的な文章に自然に溶け込むよう設計された、いわゆる本文用数字（テキスト・フィギュア、小文字数字）である。これは、当時のコンピュータフォントとしては非常に珍しい特徴であった。
Georgiaは、文字サイズが小さくてもコンピュータのモニター上で明瞭に表示されるよう設計されている。xハイト（小文字の高さ）が大きく、細いストロークも印刷用や表示用のフォントに比べて太くなっている。コントラストが控えめでセリフも太めに設計されているため、19世紀のクラレンドン体に類似した印象も与える。グリフはすべて手作業でヒンティングが施された。
Georgiaのボールド（太字）は、他の多くのフォントに比べて極めて太く、ほとんどブラック（極太）に近い。カーターは「VerdanaとGeorgiaはあくまでビットマップ表示のための設計で、つまり各ピクセルがオンかオフ、白か黒かしかなかった。1990年代中期当時のスクリーン解像度では、ストロークを1ピクセルより太く見せたいなら2ピクセルにするしかなかったので、太字版は通常よりも極端に太くなっている。それは印刷物のフォントで見られるような太さの段階差より大きな変化だった」と語っている。このような独自の設計方針のため、文書デザインの専門家マシュー・バタリックは、画面表示にGeorgiaを使用する組織に対して、印刷用には補完的かつ視認性の高い書体であるMillerのライセンス取得を推奨している。
Georgiaは、同じくトランジショナル・セリフ体を現代的に再解釈したTimes New Romanと似ているが、画面表示を前提としたデザインであるため、xハイトがより大きく、細部の装飾は控えめである。なお、『ニューヨーク・タイムズ』紙は2007年に標準フォントをTimes New RomanからGeorgiaに変更している。
Georgiaは「スコッチ・ローマン」と呼ばれるスタイルに分類され、この様式は1810年から1820年ごろにスコットランドの活字鋳造業者、アレクサンダー・ウィルソンおよびウィリアム・ミラーによって販売された書体に端を発している。印刷業者トーマス・カーソン・ハンサードによれば、これらの書体はロンドンのパンチカッター（活字原版彫刻師）であるリチャード・オースティンによって彫られたとされている。ハンサードはオースティン存命中に記述しており、この見解はオースティンの伝記作家アラステア・ジョンストンによって支持されているが、書体史家のジェームズ・モズリーはその帰属について慎重な見解を示している。

## リリース

Georgiaの "g" はイタリック体で単階層となる。

Georgiaの初期バージョンは、1996年11月1日にマイクロソフトが公開した「Core fonts for the Web（ウェブ用コアフォント）」コレクションの一部としてリリースされた。その後、Internet Explorer 4.0の追加フォントパックにも収録され、WindowsおよびMacintoshの両方のプラットフォームにインストール可能となった。この広範な配布により、Georgiaはウェブデザイナーの間で人気の高いフォントとなった。Georgiaを指定したウェブページは、ユーザーがコアフォントパッケージ（または後のInternet Explorer）をインストールしていれば、WindowsとMacの両方で同一の表示を実現でき、開発およびテスト作業が容易になったためである。Georgiaと同時期に、マイクロソフト初の画面表示用サンセリフ体フォントとしてVerdanaも開発されている。初期のGeorgiaの一部バージョンでは、大文字と小文字の中間的な数字（ハイブリッド型の数字）が採用されていたが、これは後にMillerに採用された形式と類似している。マイクロソフトのタイポグラフィ部門ディレクターであったロバート・ノートンの要請により、カーターはこれを本文用数字（テキスト・フィギュア）に変更した。この変更について、カーター自身は後に「改善だった」と評価している。

### Georgia Pro

Georgiaが既定で非ライニング数字（テキスト・フィギュア）を使用しているのに対し、Georgia Proは既定でライニング数字を使用している。

Georgiaおよびその姉妹フォントVerdanaの新バージョンは、2011年にリリースされた。
この拡張版フォント「Georgia Pro」には、以下のような追加の書体およびデザイン要素が含まれている。
- ウェイト（太さ）の追加（コンデンス体を含む）
- 専用のスモールキャピタルデザイン
- 文字セットの拡張
- カーニングの拡張
- 合字やライニング数字などのOpenTypeタイポグラフィ機能の既定化[注釈 1]

この拡張フォントは、GeorgiaおよびVerdanaを広範に使用していた組織が、特定の用途に対応した追加スタイルを求めるニーズに応えるために設計された。
Georgia Proは有償販売されているが、Windows 10以降のユーザーは、Microsoft Store経由、あるいは「Pan-European Supplemental Fonts（汎ヨーロッパ補足フォント）」というオプション機能を有効にすることで無料ダウンロードが可能である。

### その他バリエーション
マイクロソフトはGeorgiaに関連するいくつかの別形種を開発している。Georgia Refは単一のウェイトながら追加文字を含んだバージョンであり、Microsoft Bookshelf 2000、Encarta Encyclopedia Deluxe 99、Encarta Virtual Globe 99に同梱された。また、MS Reference SerifはGeorgia Refをベースに、ボールドおよびイタリックを加えた派生フォントであり、Microsoft Encartaに収録されている。ただし、マイクロソフトのフォントマネージャーであったビル・ヒルは「個人的には、あれを書籍用フォントとして使うのは完全にはしっくりこなかった。何かとても濃くて“垂直的”な印象を受ける」と記している。また、マイクロソフトは電子書籍リーダー製品Microsoft Reader向けに、既存フォントのBerlingやFrutigerをベースとした代替バージョンの制作を依頼していたと述べている。それでもGeorgiaは書籍用フォントとして人気が高く、いくつかの電子書籍アプリケーションにおいて標準の読書用フォントとして採用されている。

## 受賞
Georgiaのキリル文字部分は、1999年のキリリツァ (Kyrillitsa) で賞を受賞している。